# Cernache
Cernache is een plaats (freguesia) in de Portugese gemeente Coimbra en telt 3 871 inwoners (2001).